# 敘爾特塞島

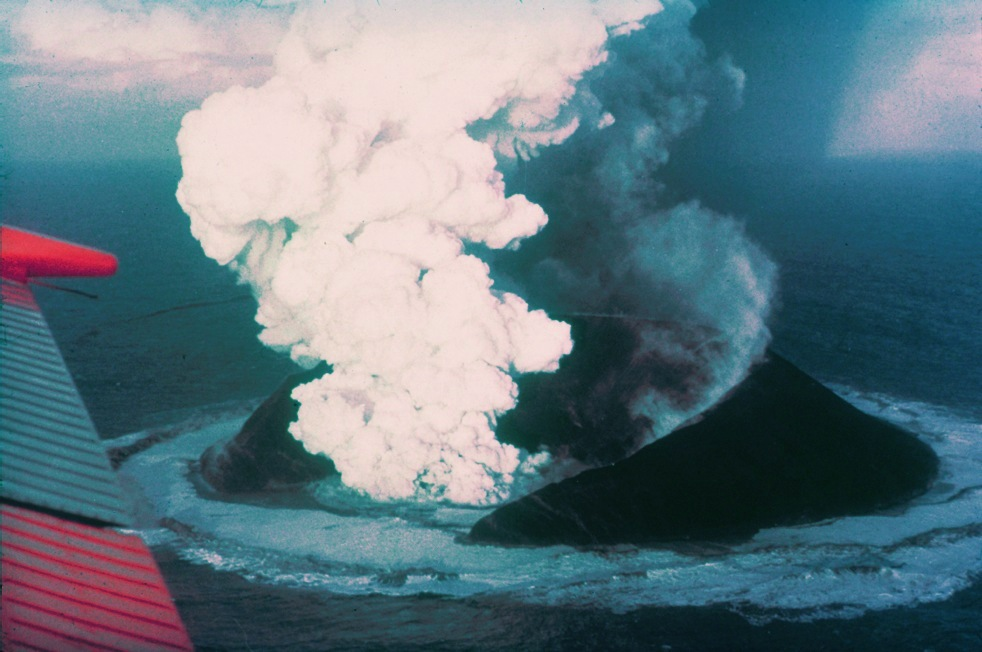
敘爾特塞在火山噴發後第16天的景象

敘爾特塞岛是冰島外海的一座火山島，距冰島南部海岸約32公里, 也是冰島的最南端領土之一。它是因海面下130公尺火山爆发而形成，于1963年11月14日突出海面。火山喷发一直持续到1967年6月5日，岛的面积也达到最大值2.7平方公里。之后，由于风和波浪的侵蚀，导致岛逐渐变小，到了2002年，其面積為1.4平方公里。
岛名来源于北欧神话中的巨人史爾特爾（Surtr），是一位火神，火山学家在火山喷发期间集中研究了这座岛屿，之后植物学家和动物学家研究生命如何在这座原本光秃秃的岛上形成。叙尔特塞属于大西洋洋中脊板块韦斯特曼纳群岛海底火山群。

## 外部連結
- Aerial photos, maps and volcanic geology of Surtsey.